# トニー・セント・クレアー
トニー・セント・クレアー（Tony St. Clair、本名：Anthony Gregory、1947年3月28日 - ）は、イギリスのプロレスラー。大マンチェスター州ボルトン出身。生年は1950年ともされていた。
イギリスをはじめ、ドイツやオーストリアなどヨーロッパを主戦場に、技巧派のベビーフェイスとして活躍した。父親のフランシス・グレゴリー、兄のロイ・セント・クレアーもプロレスラーである。

## 来歴
1940年代から1950年代にかけて活躍した父フランシスのトレーニングを受け、兄ロイと共にプロレスラーとなり、1966年に18歳でデビュー。ロイとの兄弟タッグチーム "ザ・センセーショナル・セインツ" での活動を経て、ロイ引退後の1970年代後半よりシングルプレイヤーに専念する。
1977年5月には地元のマンチェスターにてジョイント・プロモーションズ認定のブリティッシュ・ヘビー級王座を獲得。1978年11月にジャイアント・ヘイスタックスに敗れて王座を失うも、1979年4月にロンドンにて奪還に成功、以降パット・ローチやピート・ロバーツらの強豪を相手に防衛を重ね、タイトルの管理権がオールスター・プロモーションズに移行後の1985年まで長期間に渡って戴冠するなど、英国マット界のスターとなった。
1982年からは新興団体のオールスター・プロモーションズ（後のオールスター・レスリング）に活動の場を移し、同年5月8日にビッグ・ジョン・クインから世界ヘビー級王座を奪取、以降1984年にかけてクインを相手に同王座を争った。
1980年代後半よりオットー・ワンツが主宰していたドイツ・オーストリアのCWAを主戦場に活動。1988年6月にはミレ・ツルノとのコンビでデイブ・フィンレイ&マーク・ロコを破り、CWA世界タッグ王座の初代チャンピオン・チームに認定されている。CWAではスティーブ・ライトやデビッド・テイラーともタッグを組み、ランボー、テキサス・スコット、パパ・シャンゴ、ジョン・ホークなどアメリカやカナダの大型選手とも対戦。1993年12月18日開催の "CWA Euro Catch Festival" では、テリー・ファンクとのフォールズ・カウント・エニウェア・マッチが行われた。
1990年代後半はアメリカから遠征してきたジャン＝ピエール・ラフィットやライノ・リチャーズと抗争を展開し、1998年12月19日にはブレーメンにてロビー・ブルックサイドからCWAインターコンチネンタル・ヘビー級王座を奪取、同タイトルの最後のチャンピオンとなった。CWAが活動を停止した2000年代からは、EWPやDWAなどドイツのインディー団体にスポット参戦していた。

### 日本での活動
1979年1月、新日本プロレスに初来日（同時参加選手はボブ・ループ、ジョニー・パワーズ、クルト・フォン・ヘス、ヘクター・ゲレロ、カルロス・ホセ・エストラーダなど）。1983年からは新日本の常連外国人選手となり、以降1995年にかけて、ほぼ毎年来日。当初は英国マット同様にヘビー級の選手として、ディック・マードックなど外国人エースのタッグパートナーとなりメインイベントにも出場した。
1984年12月にCWAにてミドル級王座を獲得したことを機に、新日本プロレスでもジュニアヘビー級戦線に起用され、1985年5月31日の大宮大会ではヒロ斎藤のWWFジュニアヘビー級王座に挑戦。1986年1月には越中詩郎、ザ・コブラ、ドン荒川、山田恵一、ブラック・タイガーらと共にIWGPジュニアヘビー級王座決定リーグ戦に参加している。ミッドカードにおいては星野勘太郎とのシングルマッチが頻繁に組まれ、好勝負を繰り広げた。
2001年10月、無我への参戦で6年ぶりの来日が実現。翌2002年10月にも通算19回目の来日を果たし、西村修とラウンド制のキャッチ・ルールで対戦した。2006年には無我ワールド・プロレスリングのプレ旗揚げ戦で藤波辰爾とのシングルマッチが予定されていたが、脳梗塞で倒れ来日中止となった。

## 得意技
- ブリティッシュ・スープレックス
- ヨーロピアン・アッパー・カット

## 獲得タイトル
ジョイント・プロモーションズ / オールスター・プロモーションズ
- ブリティッシュ・ヘビー級王座：4回[6]
- 世界ヘビー級王座：2回[7]

キャッチ・レスリング・アソシエーション
- CWA世界タッグ王座（w / ミレ・ツルノ、オーガスト・スミスル、ウルフ・ハーマン）：3回[8]
- CWA世界ミドル級王座：1回[14]
- CWA英連邦ヘビー級王座：?回[3]
- CWAインターコンチネンタル・ヘビー級王座：1回[11]